# Цегляр Яків Самійлович

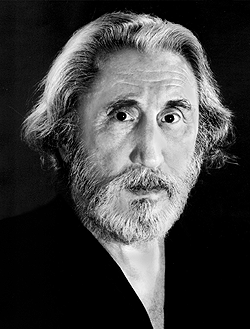

Я́ків Самі́йлович Цегля́р (справжнє прізвище — Ціґлер) (* 29 лютого 1912 — 11 лютого 2008) — радянський і український композитор. Заслужений діяч мистецтв УРСР (1972). Народний артист України (27.01.1993).

## Біографічні відомості
За походженням єврей. Народився і помер у Києві. Закінчив Київське музичне училище (1939), навчався у Київській, а закінчив Тбіліську консерваторію (1946). Був учнем П. Козицького і Г. Верьовки.

## Твори
- Опера «Єврейська трагедія»
- оперети — «Бажаємо щастя» (1957), «Гість із Відня» (1960), «Дівчина і море» (1965), «Щасливий долі поворот» (1980),
- музичні комедії — «Весь світ і навіть більше» (1967), «Відставний жених» (за твором Г.Квітки-Основ'яненка, 1983), «Сватання на Гончарівці» (1983);
- вокально-симфонічні твори
  - для голосу з орк. — поема «Любов поета» (1962), кантата «Безсмертному Кобзареві» (1963, 2-а ред. 1972),
  - для колоратурного сопрано з орк. -«Концертний вальс» (1975), ораторія «Єврейська трагедія» (сл. М.Рильського і Дм. Павличка, 1991, оперний варіант «Це мої діти», 1992);
- для симфонічного оркестру — сюїти з власних оперет і муз. комедій, вальс «Золоті вогні» (1964), ноктюрн «Зорі над Дніпром» (1969) та ін.;
- камерно-інструментальні твори — сюїти: для струнного квартету (1944), «Струни дружби» для скрипки з оркестром;
- для фортепіано — 2 прелюди (1971), Варіації;
- хорові сюїти й хори;
- романси — «Галька», «Хмільна» (обидва на сл. О.Марунич), «Безсонна ніч» (сл. Ю.Каплана, 1949), та ін.;
- цикли пісень, сатиричних мініатюр;
- обробки народних пісень;
- музика до театральних вистав, кінофільмів («Блакитні дороги» (1947, у співавт.), «Я та інші» (1971), «Дівчина і море» (1981) та ін.).